# Srđan Mrvaljević
Srđan Mrvaljević –en serbio, Срђан Мрваљевић– (Belgrado, 16 de mayo de 1984) es un deportista montenegrino que compitió en judo. Ganó una medalla de plata en el Campeonato Mundial de Judo de 2011, en la categoría de –81 kg.

## Palmarés internacional
| Campeonato Mundial | Campeonato Mundial | Campeonato Mundial | Campeonato Mundial |
| Año                | Lugar              | Medalla            | Categoría          |
| ------------------ | ------------------ | ------------------ | ------------------ |
| 2011               | París (Francia)    | Medalla de plata   | –81 kg             |